# Horvát János
Horvát János (Budapest, 1944. augusztus 4. –) magyar újságíró, televíziós személyiség, riporter, nagykövet.

## Életpályája
Apja Horvát Zoltán, anyja Deák Lívia. Nagyapja Horvát(h) Miksa (1873–1941) szőnyeggyáros, kormányfőtanácsos. Az Eötvös Loránd Tudományegyetem Bölcsészettudományi Karon szerzett történelem–spanyol szakos tanári diplomát. 1964-ben megnyerte a Riporter kerestetik első vetélkedőjét, és azóta folyamatosan készít televíziós műsorokat. 1966–67-ben Kubában volt ösztöndíjas. 
1969–1994 között a Magyar Televízió (MTV) munkatársa volt. 1970–1979 között A Hét szerkesztőségében dolgozott, amelynek alapító tagja volt. Ezután a Filmfőszerkesztőséget vezette. Nevéhez fűződnek olyan műsorok, mint a 48 órás Hétvége vagy beszélgetései Fidel Castróval és Salvador Allendével. 1988–89-ben igazgatóként döntő szerepe volt az önálló arculatú TV2 megszervezésében. 1989–1994 között a Magyar Televízió főmunkatársa volt. 
1990–1992 között New Yorkban a Columbia Egyetemen tanított. 1993-ban közreműködött az ELTE média szakának megindításában. 1994-ben megalapította a Centro Film Kft.-t, amelynek ügyvezetője és résztulajdonosa. (A Magyar Televízió számára ez a cég készíti többek között az ÖN DÖNT című interaktív televíziós műsort.) Alapító elnöke a Sport TV televíziócsatornának. 
2007-től 2010-ig a Magyar Köztársaság kubai nagykövete volt. A Déri János-díj kuratóriumának tagja. Nős, 1978 óta Belia Anna a párja. Két lánya van: Sára (1979) és Anna-Lívia (1980).

## Színházi műfordításai
- Triana: Gyilkosok éjszakája (1969, 1977, 1979, 1991, 1994, 1998)
- Paso: Ön is lehet gyilkos (1979)
- Paso: Hiszi? Nem hiszi?! (1990)
- Paso: Mennyből a… hulla (1997, 2002, 2010)
- Paso: Hazudj inkább, kedvesem! (2002)

## Műsorai
- Halló fiúk, halló lányok (1968)
- Ki mit tud? (1977)
- A korona és a koronázási ékszerek ünnepélyes visszaszolgáltatása (1978)
- Öt kicsi indián (1993)
- Közép európai államfők tanácskozása Keszthelyen, államfők beszélgetése Európáról (1995)
- Ön dönt (1997)
- Közmédiumok – Mélyvíz (1998)
- Szabadság tér 17 (1999)

## Oktatási tevékenysége
- 1980–1985: Színház és Filmművészeti Főiskola, Televíziós újságírás
- 1990–1992: Columbia Egyetem (New York), Médiakutatások, tanítás: Kelet Európai újságírás
- 1994–1998: ELTE, Média Tanszék, Televíziós újságírás
- 1998– PTE-BTK, Kommunikáció- és Médiatudományi Tanszék, Televíziós újságírás
- 2003: BKF, Televíziós újságírás

## Publikációi
Fordított spanyol és angol nyelvű irodalmat, és számos média-vonatkozású szakcikket, valamint könyvet, tankönyvet publikált.

### Művei
- A televízió és az üzlet; televíziós műsortípusok; a televíziós személyiség (Média Hungária Bt., 1998)
- Kubai riport (Minerva, 1974)
- Horvát János–Szántó András: Alapvető tények – 1989. Közép-Kelet-Európa az amerikai újságírásban; MTA Társadalmi Konfliktusok Kutatóközpontja, Bp., 1994 (Disputa könyvek)
- Televíziós ismeretek (Magyar Média, 2000)
- Új Műfajismeret – Televíziós Újságírás (Sajtóház Kiadó, 2003)
- Szakcikkek 1975-től folyamatosan (Jel-Kép, szakfolyóiratok, napilapok)
- Kubai retró; Geopen, Bp., 2013

## Díjai, elismerései
- Rózsa Ferenc-díj (1986)
- Toleranciadíj (1996)
- A Magyar Köztársasági Érdemrend tisztikeresztje (1996)
- Árvízvédelmi Emlékérem
- Szocialista Kultúráért
- Munka Érdemrend bronz fokozat
- KISZ-érdemérem